# Samia (Zinder)
Samia è una località del Niger, nel comune rurale di Gangara nella regione di Zinder, nella parte meridionale del Paese, nei pressi del capoluogo regionale Zinder.